# Transport ferroviaire en Slovénie
Le réseau ferroviaire en Slovénie comprend 1 208 kilomètres de lignes de chemin de fer dont 610 km sont électrifiés et 331 km sont en double voie.

## Histoire
Le chemin de fer arrive en Slovénie sous l'impulsion des Habsbourg en 1846, à Celje, puis en 1849 à Ljubljana, qui devient plus tard capitale. La compagnie s'appelle alors Südliche Staatsbahn (de). Puis le port de Trieste est atteint en 1857, via Sežana.
Parmi les ouvertures de lignes ayant contribué à former le réseau principal, on peut citer :
- Pragersko - Ormoz (1860)
- Zidani Most - Dobova (1862)

Au début du XXe siècle, le régime austro-hongrois décide de créer un itinéraire plus direct vers Trieste : la Transalpina (ferroviaire) (en) . En Slovénie, elle prendra la forme d'une ligne située à l'ouest du pays, joignant Jesenice (près de l'actuelle frontière autrichienne) depuis Villach à Krepljie puis Villa Opicina et Trieste. Aujourd'hui, cette ligne marque par endroits la frontière entre l'Italie et la Slovénie, comme à Nova Gorica, où la frontière est matérialisée sur le parvis de la gare.

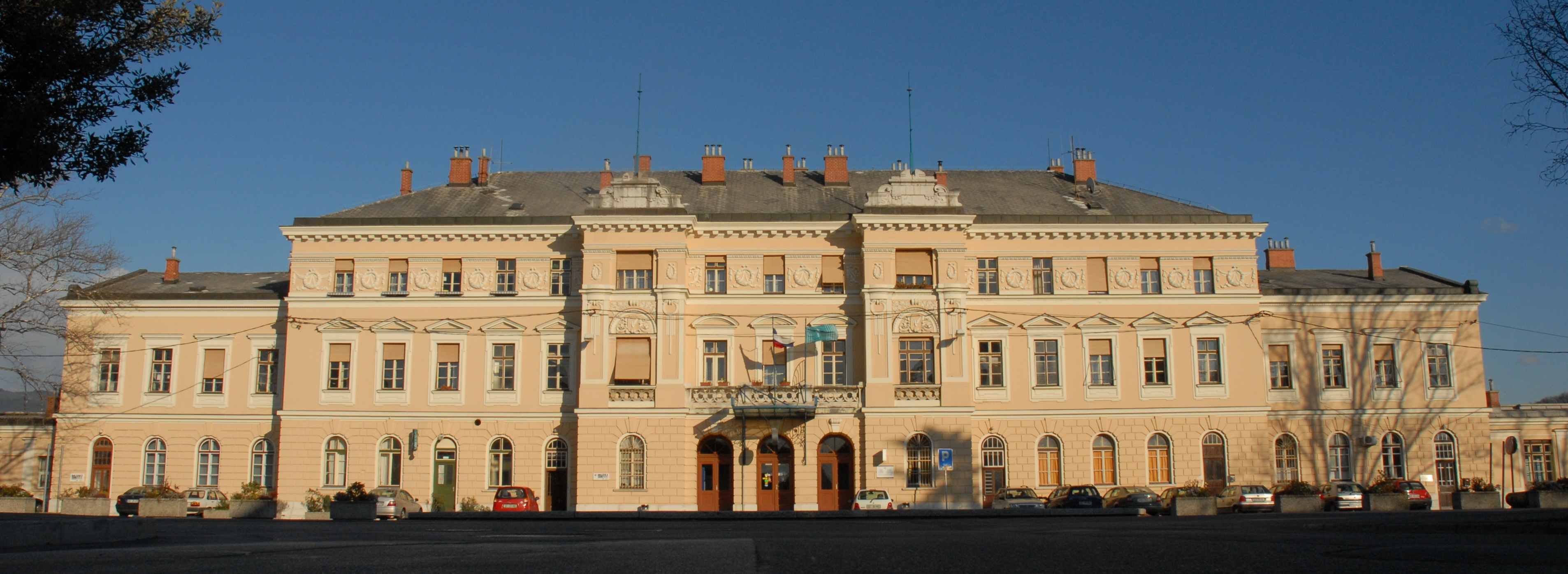
La gare slovène de Nova Gorica, photographiée depuis Gorizia, en Italie.

Dans le même temps, l'est du pays est relié à la Hongrie à Murska Sobota.
L'exploitation du réseau va connaître l'instabilité du point de vue des compagnies en présence jusqu'au second conflit mondial : du SB (Südbahn), qui a contribué à développer le réseau depuis 1858, à un partage MÁV-FS, en passant par les éphémères SHS et JDZ.
Dès 1936, les lignes des régions littorales et karstiques du sud-ouest du pays sont mises sous tension par une caténaire alimentée en 3 kV continu : Trieste - Postojna, au profil sévère, et Rijeka - Pivka.
Après la guerre, le territoire de la Slovénie se retrouve dans le Yougoslavie de Tito, dont naît la compagnie nationale JŽ (Jugoslovenske Železnice). La Transalpina est connectée à Sezana depuis Kreplje, permettant aux trains de rester dans le territoire contrôlé par Tito, tandis qu'une nouvelle connexion à l'Adriatique est mise en service à la suite du rattachement de Trieste à l'Italie : le port de Koper est relié au rail en 1967 depuis Presnica, via un remarquable tracé à flanc de montagne. Au début des années 1960, la caténaire atteint Ljubljana, d'abord depuis Postojna, puis depuis Jesenice, toujours en 3 kV. En 1969, la ligne de Ljubljana à Dobova, frontière de l'actuelle Croatie, est enfin sous tension.
En 1991, la république de Slovénie indépendante fonde les SŽ (Slovenske Železnice).

## Infrastructures

### Réseau national

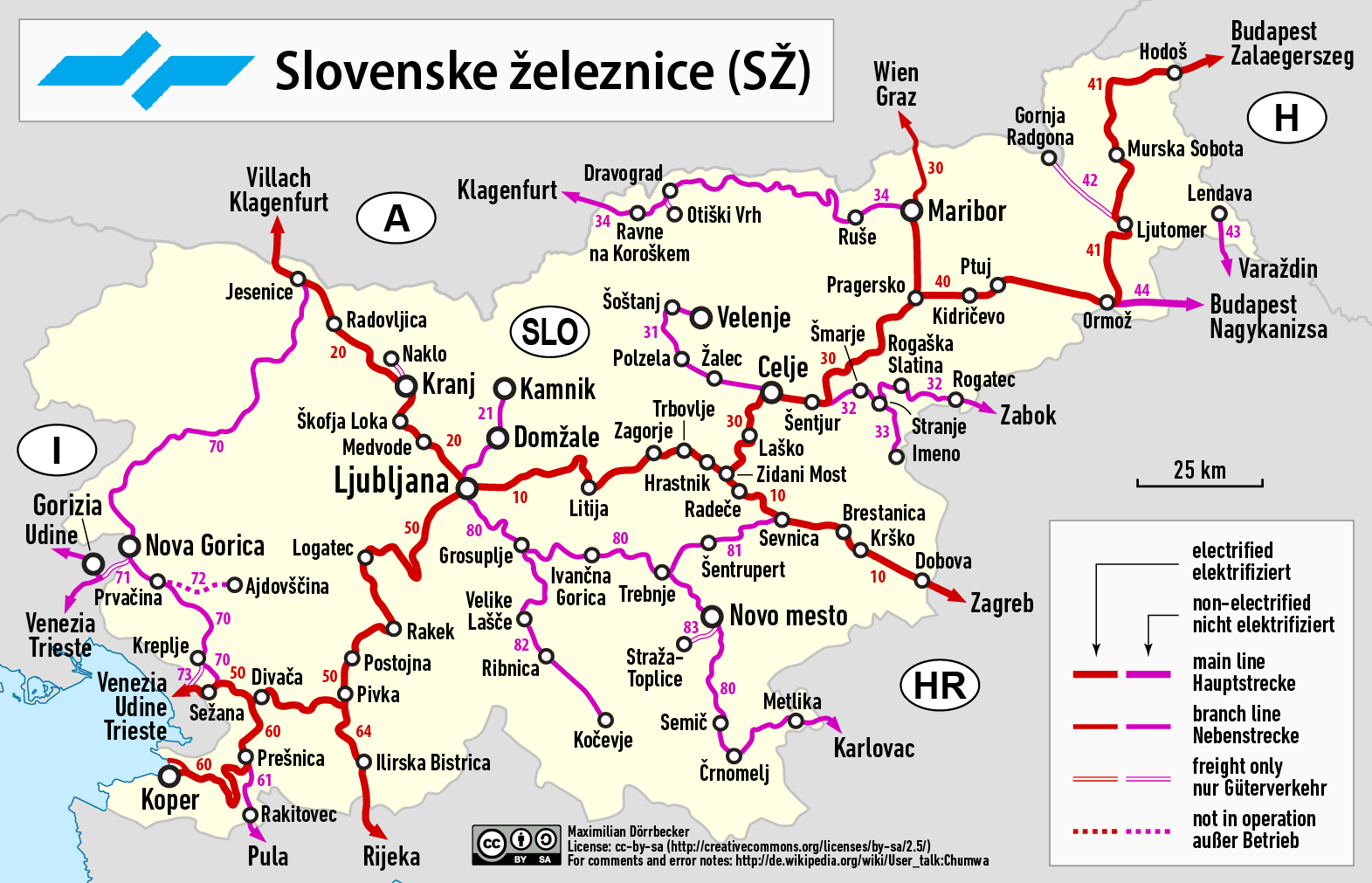
Carte du réseau ferré national aujourd'hui

Le réseau ferroviaire slovène s'étend sur 1 208 kilomètres, dont 331 de double voie. L'électrification en courant continu 3 kV couvre 612 kilomètres. Le point central du réseau est la gare de la capitale, Ljubljana. 
Vu la petite taille du pays, les lignes les plus importantes sont celles qui relient Ljubljana aux pays voisins : Ljubljana - Jesenice - Villach (vers l'Autriche), Ljubljana - Zidani Most - Zagreb (vers la Croatie), Ljubljana - Divača - Sežana (vers l'Italie), Ljubljana - Zidani Most - Maribor - Hodoš (vers la Hongrie). Elles sont toutes électrifiées.  
L'antenne de Divača au port de Koper est stratégique pour le trafic fret. Un chantier de doublement de cette liaison, actuellement à voie unique, est en cours, pour améliorer la connexion du principal port slovène au reste de l'Europe. Il pourrait s'accompagner d'une amélioration de Divača - Trieste (maillon du corridor paneuropéen Barcelone - Kiev du RTE-T) pour mieux connecter le réseau ferré slovène à son voisin italien. L'électrification et la modernisation de la ligne Pragersko - Hodoš, dont la première phase livrée en avril 2016, contribue également à la valorisation de ce corridor. Le système de signalisation ETCS de niveau 1 équipe désormais ce tronçon, tandis que la continuité électrique est assurée jusqu'à Budapest. 
Enfin, un réseau de lignes intérieures et de quelques transfrontalières à caractère plus régional complète l'ensemble.

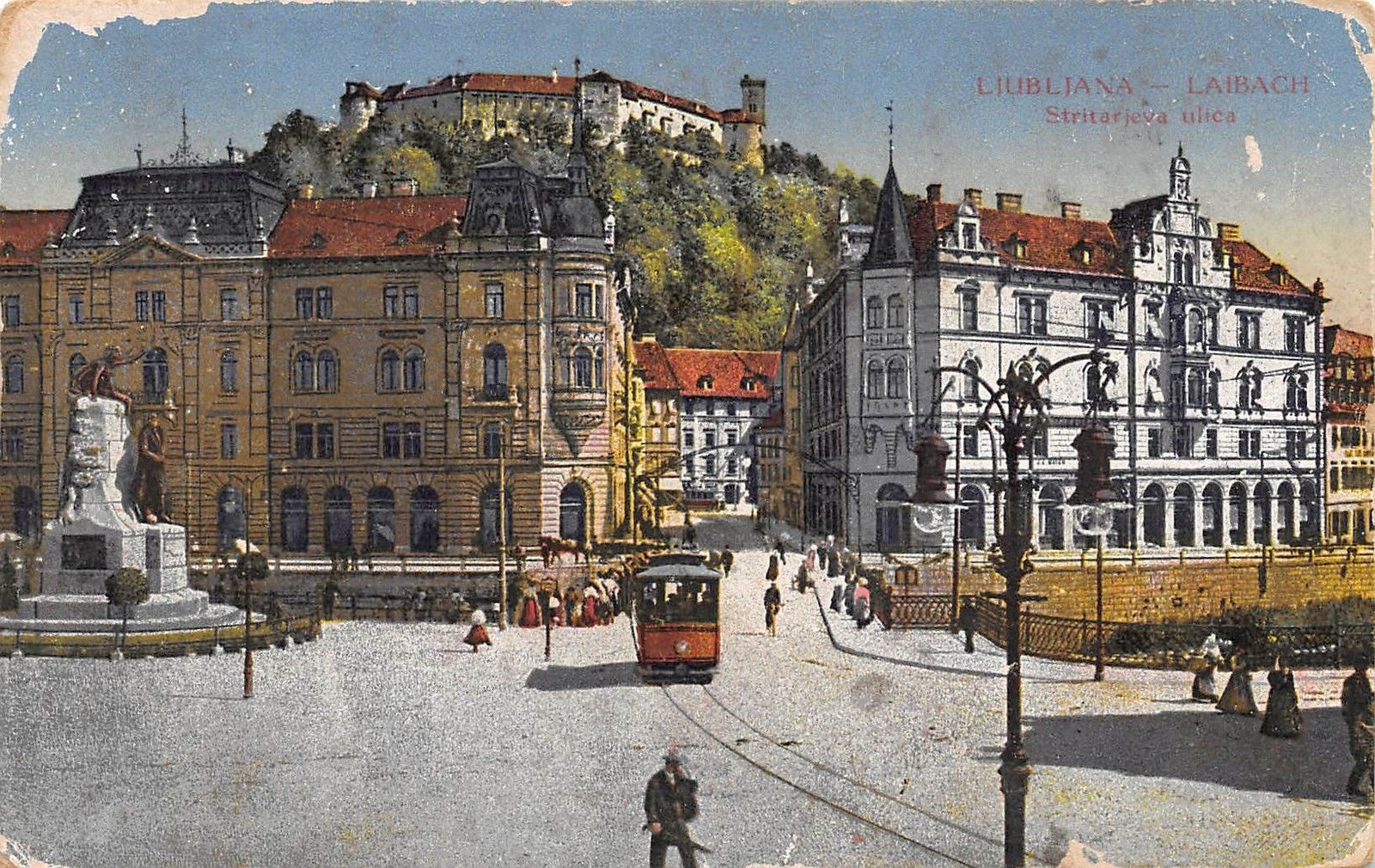
Un tramway circulant à Ljubljana.

Le réseau dessert un certain nombre de sites touristiques prisés du pays comme le lac de Bled (gare de Lesce Bled) ou la grotte de Postojna.

### Tramways
Aucune ligne de tramway ne circule aujourd'hui en service commercial en Slovénie.
Un tramway a circulé à Ljubljana de 1901 à 1958. La question de construire une ligne est fréquemment revenue dans les débats dans les années 2000.

## Matériel roulant

### Automotrices
- Série 310 (Fiat Ferroviaria, 2000) type Pendolino dérivé des ETR 460 développant 1 960 kW. Au nombre de 3, ces rames à 3 caisses pour 164 places sont aptes à 200 km/h, mais cette vitesse n'est pas pratiquée en service commercial. Elles assurent les services intérieurs prestigieux (Inter City Slovenija).

- Série 312 (Siemens, 2000 /2001) type Desiro. 10 312.0 à 2 caisses, 1650 kW, 140 km/h, 133 places. 20 312.100 à 3 caisses, 2000 kW, 140 km/h, 188 places.
- Série 311 (Pafawag, 1964/1975) 4 caisses (R+M+M+R), 1392 kW, 110 km/h.  Cette série qui a compté une trentaine d'exemplaires est en cours d'amortissement, en 2017 il reste 5 exemplaires en service.

- Commande en cours de 10 éléments Kiss (Stadler) version 3 caisses à 2 étages. (160 km/h, 292 places)
- Commande en cours de 21 éléments Flirt (Stadler) version 4 caisses à 1 niveau. (160 km/h, 235 places)

### Autorails

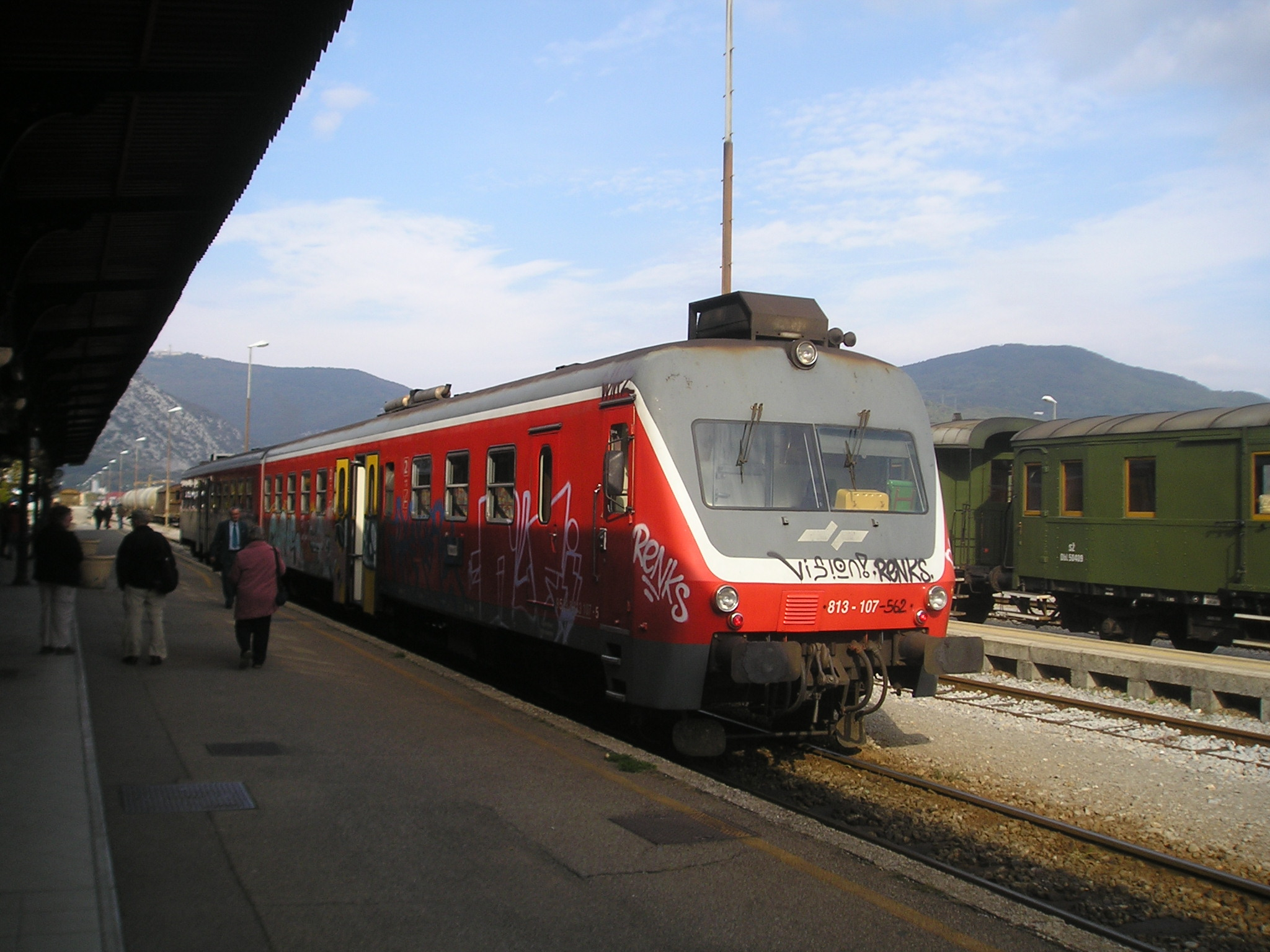
Autorail de la série 813 des SŽ.

- Série 711 (MBB 1970) Autorail double à transmission hydraulique, 2 x 316 kW, 120 km/h. Sur les 10 exemplaires livrés il en reste 6 en service.
- Série 713 (MBB 1983/1986) Autorail double à  transmission hydraulique, 367 kW, 120 km/h.  27 exemplaires livrés, 25 en service.
- Série 813 (TVT sous licence FIAT 1973/1974) Autorail double à transmission , 395 kW, 100 km/h. sur les 46 exemplaires il reste 38 exemplaires en service dont la majeure partie a été recarrossée à partir de 1988.
- Commande en cours de 21 autorails Flirt (Stadler). (140 km/h, 171 places)

### Locomotives électriques
- Série 342 (ANSALDO 1968/1970) 1 880 kW, 120 km/h.  Sur les 40 exemplaires livrés il en reste 8 en service; il est à noter que 8 exemplaires ont été revendus en Italie  (FNM)
- Série 363 (ALSTHOM 1975/1977) 2 750 kW, 75/125 km/h. 39 exemplaires livrés, 38 en service (une détruite par incendie peu après sa livraison)  C'est la version électrique des CC 72000 de la SNCF (7 livrés en 1972 au Maroc)
- Série 541 (SIEMENS 2006/2007 puis 2009/2010), locomotives polycourants du type EuroSprinter 64U (Taurus). 6 400 kW, 140 km/h. 32 exemplaires en service.

### Locomotives diesel
- Série 642 (DD-Brissoneau et Lotz, 1961/1972), type BB développant 607 kW. Ces machines ont été fabriquées sous licence française et disposent d'un moteur MGO. 80 km/h. 17 en service en 2011.
- Série 643 ( B&L et DD, 1967/1977) version plus puissante des 642 (MGO 680 kW) équipée d'une chaudière pour le chauffage des rames voyageurs. 22 en service en 2011.
- Série 644 (MACOSA 1973/1974) 1 213 kW, 100 km/h. Locomotive du type A1A A1A fabriquée sous licence GM, sur les 25 exemplaires livrés il en reste 10 en service, une partie revendue dans des ex-républiques yougoslaves.
- Série 664 (DD sous licence  GM, 1972/1985), type CC développant 1 617 kW, 105 km/h. 20 exemplaires en service en 2010.
- Commande en cours de 4 locomotives diesel-électrique de 895 kW pour le port de Koper, auprès du constructeur tchèque CZ Loko.

### Voitures et wagons
- Voitures: 66 B, 29 AB, 1 A, 6 D et WR (effectif 2017)